# 14799 Mitchschulte
14799 Mitchschulte eller 1979 MS2 är en asteroid i huvudbältet som upptäcktes den 25 juni 1979 av de båda amerikanska astronomerna Eleanor F. Helin och Schelte J. Bus vid Siding Spring-observatoriet. Den är uppkallad efter Mitchell D. Schulte.
Asteroiden har en diameter på ungefär 4 kilometer och den tillhör asteroidgruppen Nysa.